# Brett Engelhardt
Brett Engelhardt (* 12. August 1980 in Sheboygan, Wisconsin) ist ein ehemaliger US-amerikanischer Eishockeyspieler, der im Laufe seiner Karriere unter anderem für die Augsburger Panther und Hamburg Freezers in der DEL gespielt hat.

## Karriere
Brett Engelhardt begann seine Karriere 1998 als Eishockeyspieler bei den Green Bay Gamblers, für die er insgesamt zwei Jahre lang in der United States Hockey League spielte. Anschließend war er vier Jahre lang für das Eishockeyteam der Michigan Tech in der National Collegiate Athletic Association aktiv. In seinem letzten Universitätsjahr gab er sein Debüt im professionellen Eishockey und kam auch zu zwei Einsätzen bei den Philadelphia Phantoms in der American Hockey League. In der Spielzeit 2004/05 stand Engelhardt sowohl in der AHL bei den St. John’s Maple Leafs, als auch in der ECHL bei den Gwinnett Gladiators unter Vertrag. In den darauf folgenden zwei Jahren stand der Amerikaner beim AHL-Team Toronto Marlies auf dem Eis.
Am 1. August 2007 erhielt Engelhardt einen Vertrag als Free Agent bei den Detroit Red Wings, spielte jedoch ausschließlich für deren Farmteam Grand Rapids Griffins. Am 8. Februar 2008 verpflichteten ihn die Montréal Canadiens im Tausch für Francis Lemieux. Bis Saisonende kam er jedoch ausschließlich in der AHL bei den Hamilton Bulldogs und den Grand Rapids Griffins zum Einsatz.
Nach diesen von vielen Vereinswechseln geprägten Jahre wechselte der Stürmer nach Europa, wo er zunächst bei den Augsburger Panthern aus der DEL einen Vertrag unterzeichnete. Nach zwei starken Saisonen wechselte er zu den Hamburg Freezers, bei denen er ebenfalls zwei Spielzeiten absolvierte. Im Juni 2012 unterschrieb Engelhardt einen Vertrag beim zu dieser Zeit amtierenden österreichischen Meister EHC Black Wings Linz in der EBEL und beendete nach Ablauf des Vertrages im April 2013 seine Karriere.

## Erfolge und Auszeichnungen
- 2000 Clark-Cup-Gewinn mit den Green Bay Gamblers
- 2005 Teilnahme am ECHL All-Star Game